# قالب السوناتة

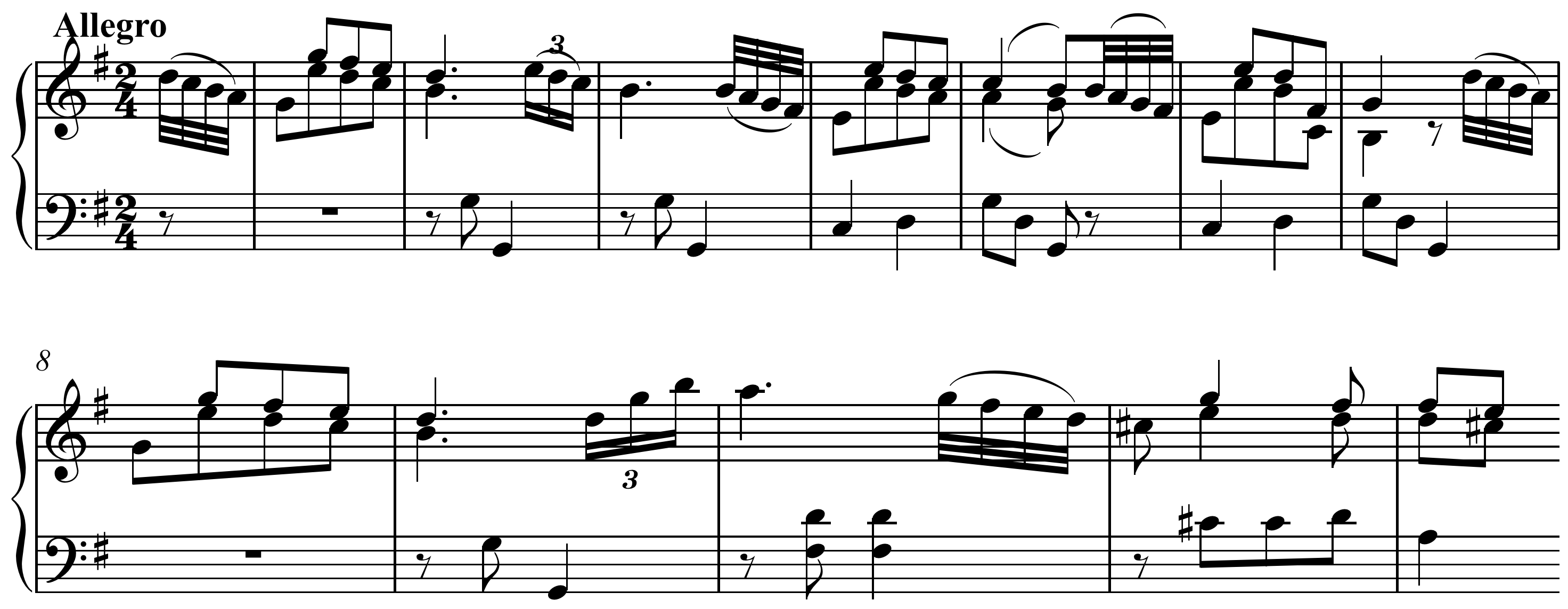

قالب السوناتة يعرف باسم سوناتة أليجرو أيضا بالإنجليزية sonata form أو sonata-allegro form
قالب السوناتة هو أعقد شكل في الموسيقى ويميل أن ينتج عنه أطول المقطوعات. مع ذلك هو أيضا الأهم. في العصر الكلاسيكي، حركات أكبر اليمفونيات والرباعيات وما يشبها كتبت في هذا الشكل أكثر من غيره، وشيوعه استمر عبر القرن التاسع عشر أيضا. لكن أولا فرق هام. الفرق بين النوع المعروف بالسوناتة والقالب المعروف بالسوناتة اليجرو. السوناتة هي نوع من الموسيقى يتعلق بآلة صولو، لكن السوناتة أليجرو شكل في حركة واحدة من أي نوع: سوناتة أو رباعية وترية أو سرينادة أو سمفونية حتى افتتاحية من حركة واحدة.
لنرى كيفية عمل هذا، فكر في الحركات في نوعين مختلفين: السوناتة والسمفونية حيث تتكون من اربع حركات وكل حركة لها شكل خاص. قالب السوناتة يأتي اسمه أنه معظم السوناتةت توظف هذا الشكل في الحركة الأولى التي تكون عادة سريعة أو اليجرو.

## شكل قالب السوناتة
يبدو قالب السوناتة كشكل ثلاثي. يتكون من خطة أ ب أ، مع قسم ب فيه مقابلة في الحالة النفسية والمقام والمعالجة اللحنية. قسم أ الأول في قالب السوناتة يعرف بالعرض و’ب’ التفاعل والعودة إلى الإعادة العرض لكن السوناتة اليجرو أكبر وأكثر ديناميكية وشكل درامي أكثر من الثلاثي.

### العرض
في العرض يقدم المؤلف الالحان الاساسية أو الشخصيات الموسيقية في العمل. يبدا باللحن الأول أو المجموعة اللحنية التي تكون دائما ف مقام القرار بعد ذلك يأتي الانتقال أو المعبر كما يكون يطلق احيانا الذي يحمل الموسيقى من القرار المقام آخر جديد عاد يكون dominant ويستعد لوصول اللحن الثاني. اللحن الثاني يتقابل مع الشخصية مع الأول، إذا كان الأول سريع ومؤكد قد يكون الثاني ابطا وغنائي أكثر. العرض عادة ينتهي بلحن ختامي عادة يتأرجح ببساطة بين التآلف للقرار وdominant ولا يحدث الكثير هارمونيا حتى لابد من الاقتراب للنهاية’ بعد الكادنزة الاخيرة العرض يكرر بالكامل الآن قابلنا كل شخصيات المقطوعة.

### التفاعل
إذا كانت السوناتة أليجرو شكل موسيقي درامي، معظم الدراما تاتي في قسم “التفاعل”. مثلما يدل الاسم، المزيد من التفاعل للمادة اللحنية يحدث هنا. يمكن مد الألحان وتنويعها أو تحويلها بالكامل؛ هي سمة اعتقدنا أننا نعرفها كيف تتحول لتكون لها سمة مختلفة بالكامل. المواجهة الدرامية قد تحدث مثلما حين تصدر عدة ألحان أصوات معا، لتحارب لأجل جذب انتباهنا. ليس فقط لتطويرات درامية، هي غير مستقرة، الهارموني يتغاير بسرعة من مقام للتالي. فقط قرب نهاية التفاعل، في فقرة تعرف بإعادة التحول، يعاد النظام اللحني، فقط خلال نقطة بدال مستقرة على النغمة السائدة. حين يفسح التآلف السائد المجال للقرار، يبدأ قسم إعادة العرض.

### إعادة العرض
بعد محنة التفاعل، يحيي السماع عودة اللحن الأول ومقام القرار للعرض مع شعور بالراحة. رغم أن إعادة العرض ليس تكرار نغمة بنغمة بالضبط لقسم العرض، مع ذلك يقدم نفس الأحداث الموسيقية بنفس الترتيب. التغير الوحيد الذي يحدث بانتظام في إعادة العرض هو إعادة كتابة الانتقال أو العبور. لأن الحركة لابد أن تنتهي في القرار، لا يتحول الجسر لمقام مختلف مثل السابق، لكن يظل في القرار. بالتالي إعادة العرض يضفي للسامع ليس فقط شعورا بالعودة لأجزاء مالوفة لكن أيضا شعور زائد بالاستقرار الهارموني. واصلنا في رحلة موسيقية وعاطفية والآن عدنا للمنزل في سلام.
 العنصران التاليان اختياريين لشكل السوناتة أليجرو، ويعملان مثل المقدمة والختام :

## المقدمة
تقريبا نصف سيمفوينات هايدن وموتسارت في مرحلة النضج كان لها مقدمة قصيرة، مثل رفع الستار قبل بدء الدراما الحقيقية. المقدمات دون استثناء بطيئة ومهيبة ودائما مليئة بالتآلفات البغيضة أو المربكة مصممة لتبقى السماع يتسائل أي نمط من النزهة الموسيقية على وشك ان نقوم بها.

## الكودا
الكودا أو التذييل كما يدل الاسم، هذا قسم يضاف إلى نهاية الحركة ليلخص ويختتم الاشياء مثل التذييل قد تكون الكودا طويلة أو قصيرة. هايدن وموتسارت كتبوا كودا قصيرة نسبيا حيث قد يتكرر الدافع ببساطة مرارا بالاتفاق مع التآلفات السائد والقرار. لكن بيتهوفن كان يميل لتأليف كودا طويلة احيانا يقدم الحان جديدة حتى في نهاية الحركة. لكن بعض النظر عن طول الكودا، معظمها ينتهي مع الكادنزا نهائية حيث تبطأ الحركة الهارمونية لتكون مجرد تآلفين، السائد والقرار، الذي يتكرر عزفه، كأن يقول «النهاية، النهاية، النهاية، النهاية». كلما كررنا هذه، زاد شعور النهاية.

## هوامش
1. 1 2 3 4 5 6  The Essential Listening to Music, Craig